# Adriel (nombre)
Adriel (pronunciado [lə·‘aḏ·rî·’êl]) es un nombre propio masculino de origen hebreo en su variante en español.

## Personaje bíblico
A David se le había prometido darle por esposa a Merab, hija de Saúl, pero luego se la entregaron a Adriel de Mehola [Abel-meholah], ciudad ubicada al norte del río Jordán (1 Sam. 18:19). David les entregó los cinco hijos de Adriel a los gabaonitas, quienes los ahorcaron como venganza por acciones inexplicables que Saúl había realizado contra Gabaón (2 Sam. 21:1-9).
Diccionario bíblico Holman.

## Etimología
Proviene del hebreo עדריאל (Adriél), literalmente «עדר (éder: rebaño, grey, multitud, congregación) י de אל el». Puede traducirse como «del rebaño (grey) de Dios» o «Dios es mi ayuda». También puede entenderse «Adriel» como «honor de Dios».

## Otros
- Adriel Brathwaite
- Adriel Gray
- Adriel Jeremiah Green